# Telipogon ochraceus
Telipogon ochraceus är en orkidéart som beskrevs av Leslie Andrew Garay. Telipogon ochraceus ingår i släktet Telipogon och familjen orkidéer.
Artens utbredningsområde är Colombia. Inga underarter finns listade i Catalogue of Life.